# Olympische Sommerspiele 1948/Kanu – Einer-Kajak 1000 m (Männer)
Der Wettkampf im Einer-Kajak über 1000 Meter bei den Olympischen Sommerspielen 1948 wurde am 12. August auf der Regattastrecke bei Henley-on-Thames auf der Themse ausgetragen.
Der Wettkampf bestand aus zwei Vorläufen, bei denen jeweils die vier schnellsten Teilnehmer das Finale erreichten. Olympiasieger wurde der Schwede Gert Fredriksson, der kurz vor Schluss noch auf Platz 4 liegend, das Finale mit großem Vorsprung gewinnen konnte.

## Ergebnisse

### Vorläufe

#### Vorlauf 1
| Rang | Athlet           | Nation           | Zeit       |
| ---- | ---------------- | ---------------- | ---------- |
| 1    | Gert Fredriksson | Schweden         | 4:51,9 min |
| 2    | Harry Åkerfelt   | Finnland         | 4:52,0 min |
| 3    | Walter Piemann   | Österreich       | 4:52,2 min |
| 4    | Lubomír Vambera  | Tschechoslowakei | 4:52,8 min |
| 5    | Julien Bogaert   | Belgien          | 5:00,1 min |
| 6    | Hans Straub      | Schweiz          | 5:05,5 min |
| 7    | Marcel Lentz     | Luxemburg        | 5:10,8 min |

#### Vorlauf 2
| Rang | Athlet                     | Nation             | Zeit       |
| ---- | -------------------------- | ------------------ | ---------- |
| 1    | Frederik Kobberup Andersen | Dänemark           | 4:40,9 min |
| 2    | Hans Martin Gulbrandsen    | Norwegen           | 4:45,4 min |
| 3    | Henri Eberhardt            | Frankreich         | 4:45,5 min |
| 4    | Wim van der Kroft          | Niederlande        | 4:46,2 min |
| 5    | Czesław Sobieraj           | Polen              | 4:46,5 min |
| 6    | Thomas Horton              | Vereinigte Staaten | 4:58,0 min |
| 7    | János Toldi                | Ungarn             | 4:59,8 min |
| 8    | Norman Dobson              | Großbritannien     | 4:59,8 min |

### Finale
| Rang | Athlet                     | Nation           | Zeit       |
| ---- | -------------------------- | ---------------- | ---------- |
| 1    | Gert Fredriksson           | Schweden         | 4:33,2 min |
| 2    | Frederik Kobberup Andersen | Dänemark         | 4:39,9 min |
| 3    | Henri Eberhardt            | Frankreich       | 4:41,4 min |
| 4    | Hans Martin Gulbrandsen    | Norwegen         | 4:41,7 min |
| 5    | Wim van der Kroft          | Niederlande      | 4:43,5 min |
| 6    | Harry Åkerfelt             | Finnland         | 4:44,2 min |
| 7    | Lubomír Vambera            | Tschechoslowakei | 4:44,3 min |
| 8    | Walter Piemann             | Österreich       | 4:50,3 min |